# Al-Ghanāyim
Al-Ghanāyim es un distrito de la gobernación de Asiut, Egipto. En julio de 2017 tenía una población estimada de 133 490 habitantes.
Se encuentra ubicado aproximadamente en el centro del país, sobre el valle del Nilo.